# Collegiata di Santa Maria Maggiore (Lanuvio)
La collegiata di Santa Maria Maggiore è il principale luogo di culto cattolico di Lanuvio, in città metropolitana di Roma Capitale e sede suburbicaria di Albano.
La chiesa possiede sette altari, e fino al XIX secolo vi avevano sede tre confraternite: quella del Sacramento, del Rosario, e del Crocifisso.
La forma attuale della chiesa è dovuta ai restauri iniziati nel 1675 dal signore di Lanuvio Filippo Cesarini, che affidò incarico all'architetto Carlo Fontana di restaurare l'edificio.
Il campanile è stato progettato da Tommaso Mattei; all'interno si conserva un dipinto attribuito a Giulio Romano.
Sull'altare è conservata l'Assunzione della Vergine, olio su tela del 1764, opera di Girolamo Troppa.
Inoltre, presso la cappella del Sacramento, è custodito il Calvario, opera di Giovan Battista Gaulli, detto il "Baciccia", datato 1675-76.